# خدافرمانی (تئونومی)
خدافرمانی یا تئونومی (متشکل از واژگان یونانی‌ی تئوس به معنای خدا و نوموس به معنای قانون)، اصطلاحی مسیحی است که در برابر خودفرمانی‌ی انسان به کار رفته و به خدامحوری اخلاقیات و قانون، و لزوم حکم‌رانی مبتنی بر قانون الهی اشاره می‌کند. تئونومیستان بر این باورند که قوانین الهی، به ویژه قوانین قضایی عهد عتیق باید توسط جوامع مدرن رعایت شود.